# Kei Kusunoki
Kusunoki Kei (nome verdadeiro: Mayumi Ohashi., 24 de março de 1966) é uma mangaká. Nasceu e vive na prefeitura de Aichi (Cidade de Iwakura). É irmã gêmea de Kaoru Ohashi, que também é mangaká.
Começou a desenhar mangás quando estava na terceira série do ensino fundamental. É casada e tem filhos.

## Obras

### Mangá
Kusunoki concentrou a maior parte de sua carreira na produção de anime. Apenas recentemente ela voltou para o mangá, desenhando Bitter Virgin. A maioria de seus trabalhos não foram oficialmente traduzidos nem publicados em português.
- Yagami-kun no Katei no Jijō (1986-1990)
- Blood Reign: Curse of the Yoma (1989)
- Ogre Slayer (1992-2001)
- Dokkan Love (1996)
- Donmai Princess (2000)
- D no Fuuin (2000)
- Diabolo (2001-2003)
- Girls Saurus (2002)
- Girls Saurus DX (2003-2008)
- 100 Ways of an Exorcist (2005 - em progresso)
- Bitter Virgin (2006-2008)
- Innocent W (2004-2006)
- Sengoku Nights (2006)
- Vampire (manga) (ou Kessaku Tanpenshuu Vampire)
- Koi Tomurai
- Yaoyorozu Toushinden Kami-gakari (2009 - em progresso)

### Antologia
- Japão do leste grande livro dos desenhos animados da caridade do terremoto PARTY!SORA [nota 1] [6] (lançado em 5 de agosto de 2011 [7] , Media Pal, ISBN 978-4-89610-202-4) 
  - A edição extra de passagem de Yamada [8]

### Design de personagens
- Shogunate de Mihama — (personagem local da hospedaria Mihama cho , Chita-arma, Aichi)

### Cooperação com Kaoru Ohashi
- Kaoru Ohashi & Mayumi (Keikura) trabalha coleção
- Kusunagi & Kohoru Ohashi — Trabalho colaborativo da Coleção K2 ESCRITÓRIO
- Sengoku Monthly
- Diabolo
- Pequena loja de Ohashi irmã

### Ensaio
- Kotobukiyou (Aichi Senki)
- Até o surgimento de um bebê vivo vestindo guerra insensível (Fuukuokusensen)

## Trabalho de imagem
- As circunstâncias das casas de Yagami-kun - conversão de Anime VHS, LD, OVA em 1990, DVD também lançado em 2003.  1994 - conversão de drama de televisão de 1995.
- Yomogi - Anime lançamento teatral em 1989, VHS, LD, conversão OVA.

## Imagem · Álbum
- Teatro Kusunoki - 1988 (Toshiba EMI)
- As circunstâncias da família de Yagami-kun PARTE 1 - PARTE 3, a melhor coleção perfeita - 1988 - 1991 (Kitty Records)
- Onitsuka - 1992 (Teichiku Entertainment)
- Apressada Princesa Adormecida - 1992 (Meldock)

## Assistente
- Enfeite pequeno da Honda